# Eugène Berman
Pour les articles homonymes, voir Berman.
Eugène Berman, né le 4 novembre 1899 à Saint-Pétersbourg, et mort le 12 décembre 1972 à Rome, est un artiste-peintre et un décorateur de théâtre américain d'origine russe.

## Biographie
Eugène Berman est né le  4 novembre 1899 à Saint-Pétersbourg. Il est le frère de Léonide Berman. 
D'après Bowlt dans le Grove Art Online, sa famille déménage en Europe de l'Ouest en 1908 et sa formation de base est en Allemagne, en Suisse et en France (à l'exception d'une brève résidence à Saint-Pétersbourg en 1914-18, quand il a reçu des cours d'art du peintre Pavel Naumov et de l'architecte Sergey Gruzenberg).
D'après le Dictionnaire de la peinture, il quitte la Russie en 1918 pour venir étudier à Paris à l'Académie Ranson sous la direction de Maurice Denis et d'Édouard Vuillard, mais sa peinture est influencée en grande partie par De Chirico et Picasso.
Il expose ses œuvres, notamment des portraits et des paysages, aux Salons d'Automne et des Tuileries entre 1923 et 1927. Il s'attache alors à promouvoir avec son frère une forme d'art poétique.
En 1935 il émigre aux États-Unis,. Il travaille en tant que décorateur de théâtre tout en produisant des œuvres allégoriques. Il devient citoyen américain en 1937.
Il meurt le 12 décembre 1972 à Rome,.

## Grand collectionneur d'objets archéologiques
Avec un important ensemble de poteries, statuettes, sculptures, verres, tissus, tapis d'origine précolombienne, africaine, de Nouvelle-Guinée, de Colombie britannique, égyptienne, copte, grecque, étrusque, romaine, des meubles des XVIe et XVIIe siècles italiens ou d'Amérique latine, et des tableaux d'artistes amis (Mirko, Ernst, Cagli, Cremoni)  il forma un grand "cabinet de curiosités" dans un appartement romain - qu'il dut agrandir -  du dernier étage d'un palais situé près de la Piazza del Popolo. 

## Œuvres
- Desolate Landscape, 1936[6].
- Perspective nocturne[10].
- Napolitana[10].
- Female figure seated[10].
- Sans nom, 11,25 x 9,25 inches[11].
- Prado della valle Padone, Padua, huile sur toile, 28 x 23 inches, galeries Knœdler[12].
- Winter, huile sur toile, 1929[13]
- Icare[13]
- Devil's holiday[13]
- Giselle[13]
- Nuages[13]
- The island God[14]